# Priotrochus aniesae
Priotrochus aniesae is een slakkensoort uit de familie van de Trochidae. De wetenschappelijke naam van de soort werd in 1992 voor het eerst geldig gepubliceerd door Robert Moolenbeek en Henk Dekker. Deze zeeslakkensoort komt voor in de moddervlakten aan de oostkust van het eiland Masirah, in de Indische Oceaan voor de kust van Oman.